# Candijay

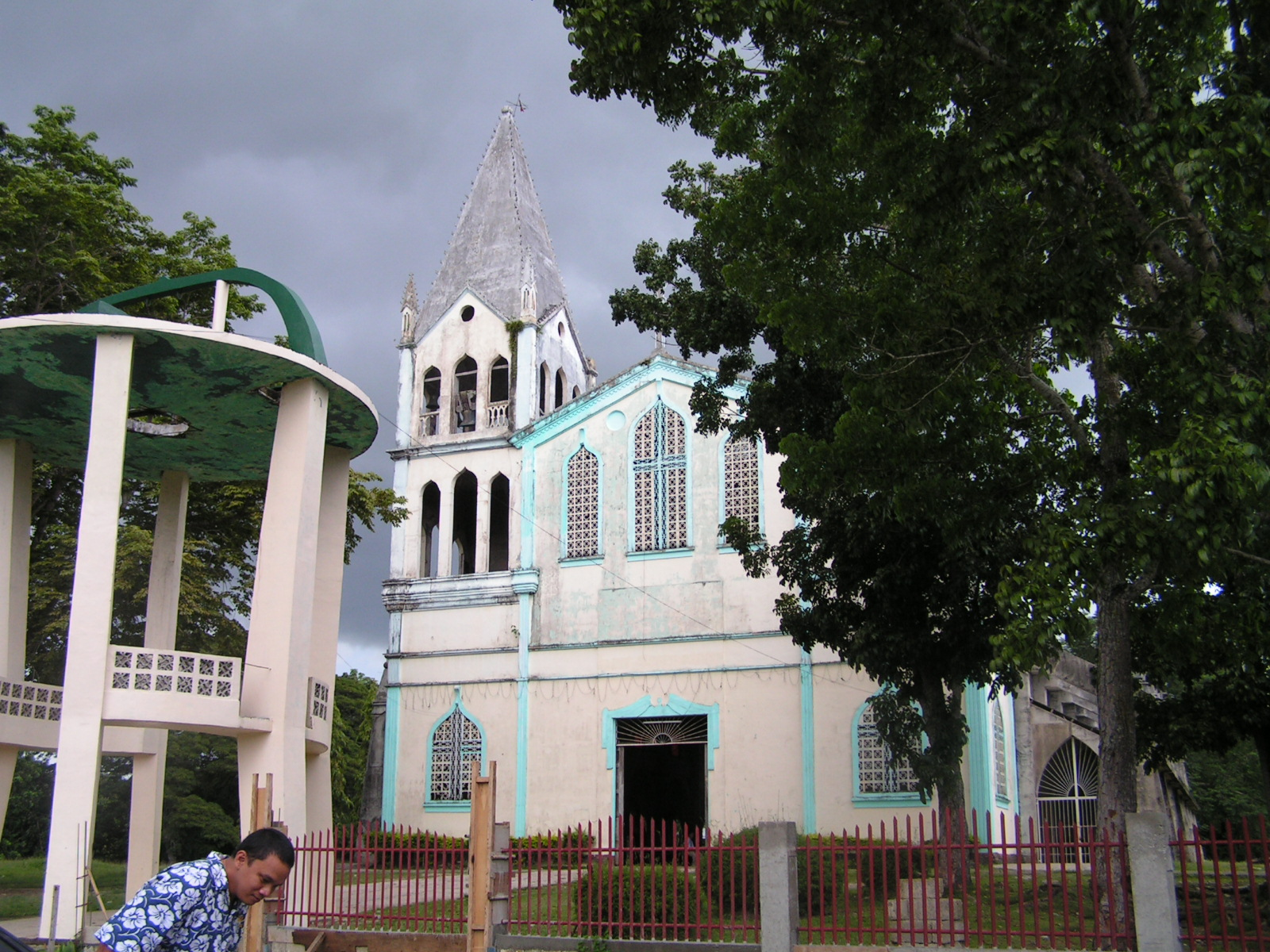
Église de Candijay

Candijay est une municipalité de la province de Bohol.
Elle compte 21 barangays :
| - Abihilan - Anoling - Boyo-an - Cadapdapan - Cambane - Can-olin - Canawa - Cogtong - La Union - Luan - Lungsoda-an | - Mahangin - Pagahat - Panadtaran - Panas - Poblacion - San Isidro - Tambongan - Tawid - Tugas - Tubod (Tres Rosas) |